# Курылюк, Ядвига
Ядвига Курылюк (пол. Jadwiga Kuryluk; 25 сентября 1912 — 30 апреля 1995) — польская актриса театра, кино и телевидения.

## Биография
Ядвига Курылюк родилась в Скерневице. Актёрское образование получила в Государственном институте театрального искусства в Варшаве, который окончила в 1936 году. Дебютировала в театре в 1936 в Варшаве. Во времени второй мировой войны приняла участие в Варшавском восстании, затем жила в Германии и Англии. В страну вернулась в 1947 году. Актриса театров в Варшаве, Линген (Эмс) и Еленя-Гуре. Выступала в спектаклях «театра телевидения» в 1958–1977 годах. Умерла в Варшаве.

## Избранная фильмография
- 1958 — Прощания / Pożegnania
- 1961 — Расставание / Rozstanie
- 1961 — Сегодня ночью погибнет город / Dziś w nocy umrze miasto
- 1961 — Минувшее время / Czas przeszly
- 1962 — О тех, кто украл Луну / O dwóch takich, co ukradli księżyc
- 1963 — Беспокойная племянница / Smarkula
- 1963 — Разводов не будет / Rozwodów nie będzie
- 1964 — Прерванный полёт / Przerwany lot
- 1966 — Если кто-нибудь знает / Ktokolwiek wie
- 1968 — Пароль «Корн» / Hasło Korn
- 1970 — Польский альбом / Album polski
- 1970 — Локис / Lokis. Rękopis profesora Wittembacha
- 1970 — Правде в глаза / Prawdzie w oczy
- 1971 — Золотой Круг / Złote Koło
- 1971 — Все в спешке / Gonitwa
- 1971 — Как далеко отсюда, как близко / Jak daleko stąd, jak blisko
- 1971 — Болеслав Смелый / Bolesław Śmiały
- 1973 — Большая любовь Бальзака / Wielka miłość Balzaka (только в 7-й серии)
- 1973 — Дорога / Droga
- 1975 — Ночи и дни / Noce i dnie
- 1975 — Доктор Юдым / Doktor Judym
- 1976 — Большая система / Wielki układ
- 1976 — Я — мотылёк, или Роман сорокалетнего / Motylem jestem, czyli romans 40-latka
- 1977 — Мадам Бовари это я / Pani Bovary to ja
- 1978 — Спираль / Spirala
- 1978 — Что ты мне сделаешь, когда поймаешь / Co mi zrobisz jak mnie złapiesz
- 1980 — Мишка / Miś
- 1981 — Ян Сердце / Jan Serce
- 1985 — Секирезада / Siekierezada
- 1987 — Палата № 6 / Sala nr 6